# Governo de Gaulle I
Il Governo de Gaulle I è stato in carica dal 10 settembre 1944 al 2 novembre 1945, per un totale di 1 anno, 1 mese e 31 giorni. È stato il primo governo democratico della Francia dalla caduta della Terza Repubblica nel 1940.

## Cronologia
- 3 giugno 1944: istituzione e riconoscimento Alleato del governo provvisorio della Repubblica francese
- 14 giugno 1944: il generale Charles de Gaulle arriva a Bayeux
- 1º agosto 1944: la Francia Libera e le forze della Resistenza confluiscono nelle forze armate regolari
- 9 agosto 1944: occupazione tedesca e scioglimento del regime di Vichy
- 25 agosto 1944: Liberazione di Parigi e della Francia centro-settentrionale
- 26 agosto 1944: De Gaulle sfila vittorioso sul Champs-Élysées
- 31 agosto 1944: il governo provvisorio si stabilisce a Parigi
- 2 settembre 1944: il consiglio dei ministri, guidato da De Gaulle, si insedia ufficialmente
- 9 settembre 1944: completamento del consiglio dei ministri
- 14 settembre 1944: De Gaulle visita le recentemente liberate Tolosa e Marsiglia
- 15 settembre 1944: vengono creati tribunali speciali per "purgare" la pubblica amministrazione dai collaborazionisti
- 5 ottobre 1944: un'ordinanza del consiglio dei ministri estende il voto alle donne, introducendo il suffragio universale
- 28 ottobre 1944: scioglimento e disarmo delle varie milizie partigiane
- 7 novembre 1944: viene create una "assemblea consultiva provvisoria", composta dai partiti della Resistenza, con sede a Palazzo del Lussemburgo
- 8 novembre 1944: viene creata una commissione per l'istruzione pubblica, presieduta da Paul Langevin e Henri Wallon
- 18 novembre 1944: un'alta corte di giustizia viene creata per processare i leader collaborazionisti di Vichy
- 26 novembre 1944: con l'appoggio della Santa Sede, viene fondato il primo partito laico d'ispirazione cattolica, il MRP
- 8 dicembre 1944: viene creata la CRS, dipendente dal corpo di polizia
- 14 dicembre 1944: nazionalizzazione delle risorse energetiche
- 16 gennaio 1945: nazionalizzazione della Renault
- 3 marzo 1945: unificazione della scuola elementare
- 9 aprile 1945: nazionalizzazione di Gnome et Rhône e Air France
- 7 maggio 1945: capitolazione della Germania; termina la guerra in Europa
- 8 maggio 1945: Massacro di Sétif e Guelma in Algeria; nasce la "questione algerina" e le spinte per la decolonizzazione
- 16 maggio 1945: assieme alle potenze vincitrici, la Francia diviene un membro permanente del Consiglio di sicurezza delle Nazioni Unite
- 26 luglio-15 agosto 1945: il processo contro Philippe Pétain lo vede condannato alla pena capitale, tramutata in ergastolo il 23 agosto
- 24 settembre 1945: viene creato l'ordine dei medici in Francia
- 4 ottobre 1945: creazione della École nationale d'administration
- 8 ottobre 1945: Joseph Darnand e Pierre Laval sono condannati a morte e giustiziati il 10 e 15 ottobre, rispettivamente
- 18 ottobre 1945: creazione della CEA
- 21 ottobre 1945: i risultati delle elezioni costituenti sanciscono la nascita dell'egonomia del tripartismo (PCF, SFIO e MRP)
- 2 novembre 1945: di fronte alle pressioni delle sinistre, De Gaulle rassegna le dimissioni
- 21 novembre 1945: riconfermato presidente del governo dai tripartito, De Gaulle forma il suo secondo esecutivo

## Consiglio dei Ministri
Il governo, composto da 20 ministri (oltre al presidente del consiglio), vedeva partecipi:
| Carica                                          | Titolare | Titolare                | Partito |  |
| ----------------------------------------------- | -------- | ----------------------- | ------- |  |
| Presidente del Governo Provvisorio              |          | Charles de Gaulle       | Nessuno |  |
|                                                 |          |                         |         |  |
| Ministro degli Affari Esteri                    |          | Georges Bidault         | MRP     |  |
| Ministro dell'Interno                           |          | Adrien Tixier           | SFIO    |  |
| Ministro della Giustizia                        |          | François de Menthon     | MRP     |  |
| Ministro della Guerra                           |          | André Diethelm          | Nessuno |  |
| Ministro della Marina                           |          | Louis Jacquinot         | Nessuno |  |
| Ministro dell'Aria                              |          | Charles Tillon          | PCF     |  |
| Ministro degli Armamenti                        |          | Paul Giacobbi           | PRRRS   |  |
| Ministro dell'Economia Nazionale                |          | Pierre Mendès France    | PRRRS   |  |
| Ministro delle Finanze                          |          | Aimé Lepercq            | Nessuno |  |
| Ministro della Produzione Industriale           |          | Robert Lacoste          | SFIO    |  |
| Ministro dei Trasporti e dei Lavori Pubblici    |          | René Mayer              | PRRRS   |  |
| Ministro dell'Istruzione Nazionale              |          | René Capitant           | UDSR    |  |
| Ministro della Sanità Pubblica                  |          | François Billoux        | PCF     |  |
| Ministro del Lavoro e della Previdenza Sociale  |          | Alexandre Parodi        | Nessuno |  |
| Ministro dell'Agricoltura                       |          | François Tanguy-Prigent | SFIO    |  |
| Ministro delle Poste, Telegrafi e Telefoni      |          | Augustin Laurent        | SFIO    |  |
| Ministro dell'Informazione                      |          | Pierre-Henri Teitgen    | MRP     |  |
| Ministro dei Prigionieri, Deportati e Rifugiati |          | Henri Frenay            | UDSR    |  |
| Ministro delle Colonie                          |          | René Pleven             | UDSR    |  |
| Ministro del Nord Africa                        |          | Georges Catroux         | Nessuno |  |

## Rimpasti
- 16 novembre 1944
  - Finanze: René Pleven (UDSR)
  - Armamenti: Paul Ramadier (SFIO)
  - Colonie: Paul Giacobbi (PRRRS)
  - Ricostruzione e Urbanesimo: Raoul Dautry (tecnico)
- 6 aprile 1945
  - Economia e Finanze: René Pleven (UDSR)
- 30 maggio 1945
  - Giustizia: Pierre-Henri Teitgen (SFIO)
  - Informazione: Jacques Soustelle (UDSR)
- 27 giugno 1945
  - Poste, Telegrafi e Telefoni: Eugène Thomas (SFIO)